# Bradyrrhoa luteola
Bradyrrhoa luteola is een vlinder uit de familie snuitmotten (Pyralidae). De wetenschappelijke naam is voor het eerst geldig gepubliceerd in 1860 door La Harpe.
De soort komt voor in Europa.